# Barrie Rees
Barrie Gwyn Rees (* 4. Februar 1944 in Rhyl; † 27. März 1965 in Nuneaton) war ein walisischer Fußballspieler.

## Karriere
Rees repräsentierte 1959 als Schüler der Glyndwyr Secondary School die walisische Schülernationalmannschaft, Im Sommer 1959 wurde er auf eine Empfehlung hin von Johnny Carey, dem Trainer des FC Everton, zum englischen Erstligisten geholt, zu den weiteren neu aufgenommenen Nachwuchsspielern jenes Jahres zählten Pat Dunne, George Sharples, George Morton, Alan Bermingham und Roy Parnell. Im September 1961 stieg er bei Everton zum Profi auf, auf sein Pflichtspieldebüt in der ersten Mannschaft musste er aber noch bis Oktober 1963 warten, als er anstelle von Alex Young auf der Mittelstürmerposition auflief. Sein Treffer im Ligaspiel gegen West Ham United reichte allerdings nicht für einen Punktgewinn (Endstand 2:4). Auch bei seinem zweiten Auftritt, einem 3:0-Heimsieg gegen Birmingham City, war Rees als Torschütze erfolgreich. 
Seinen vierten und letzten Einsatz für Everton hatte Rees während einer Verletztenmisere als rechter Verteidiger im November 1964. Bei der 0:1-Niederlage gegen Leeds United im heimischen Goodison Park wurde sein Nebenmann Sandy Brown bereits nach fünf Minuten des Feldes verwiesen und die Partie stand nach einem hart geführten Spiel, wiederholten von den Zuschauerrängen in Richtung Spielfeld geworfenen Gegenständen und Ausschreitungen auf den Tribünen kurz vor dem Abbruch. Derweil rückte Rees auch in das Blickfeld des walisischen Verbandes. Anfang November gehörte er der walisischen U23-Auswahl als Reservespieler für ein Spiel in Wrexham gegen England an, einen Monat später reiste er erneut als Reservespieler mit der walisischen U-23-Nationalmannschaft für ein Länderspiel gegen Schottland nach Kilmarnock.
Anfang Januar 1965 wechselte er für eine Ablöse von knapp 10.000 £ zu Brighton & Hove Albion in die Fourth Division. Dort stellte der bereits als „utility player“ angekündigte Rees seine Vielseitigkeit weiter unter Beweis, Trainer Archie Macaulay setzte ihn auf der rechten Läuferposition ein. Rees kam dabei in allen zwölf Spielen nach seiner Verpflichtung zum Einsatz, die Läuferreihe bildete der großgewachsene und elegante Spieler fast ausnahmslos mit Mittelläufer Norman Gall (22 Jahre) und Dave Turner (21 Jahre), das Trio galt bereits nach kurzer Zeit als große Zukunftshoffnung. Rees lief letztmals am 26. März 1965 bei einem 3:1-Heimerfolg über den FC Southport auf.
Am Morgen des 27. März 1965 verunglückte Rees bei einem Verkehrsunfall tödlich, als er mit seinem Mini Cooper auf der Heimfahrt nach Rhyl auf der A5 road nahe Nuneaton bei einem Überholmanöver mit einem Lastwagen frontal zusammenstieß.